# Markus Hännikäinen
Markus Mikael Hännikäinen (* 26. März 1993 in Helsinki) ist ein finnischer Eishockeyspieler, der seit Juli 2025 beim HC Litvínov aus der tschechischen Extraliga unter Vertrag steht und dort auf der Position des linken Flügelstürmers spielt. Zuvor war Hännikäinen unter anderem fünf Jahre in der National Hockey League (NHL) in den Organisationen der Columbus Blue Jackets und Arizona Coyotes aktiv.

## Karriere

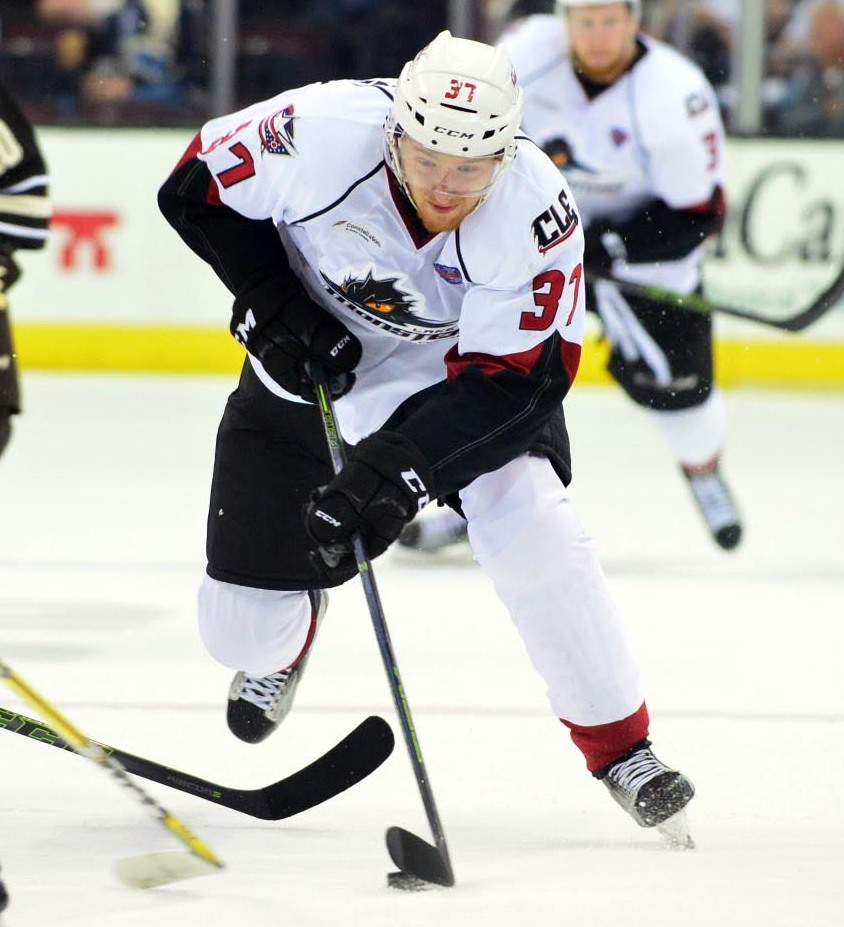
Hännikäinen im Trikot der Cleveland Monsters (2016)

Markus Hännikäinen spielte in seiner Jugend für Kiekko-Tiikerit, bevor er in die Nachwuchsabteilung der Jokerit wechselte, die ebenfalls in seiner Heimatstadt Helsinki ansässig sind. In der Saison 2010/11 etablierte sich der linke Flügelstürmer in der U20 des Vereins und lief für diese in der Nuorten SM-liiga auf, der höchsten Juniorenliga Finnlands. Dort kam er in seiner Rookie-Saison auf 19 Scorerpunkte in 36 Spielen und vertrat sein Heimatland anschließend bei der U18-Weltmeisterschaft 2011, wo er mit der Mannschaft den fünften Platz belegte. In den folgenden drei Jahren pendelte Hännikäinen regelmäßig zwischen der U20 der Jokerit, dem A-Kader der Jokerit aus der Liiga sowie Kiekko-Vantaa aus der zweitklassigen Mestis, für die er auf Leihbasis spielte. Hinzu kamen leihweise vier Liga-Einsätze für Hämeenlinnan Pallokerho im Januar 2014. Darüber hinaus nahm er in diesem Zeitraum mit der finnischen U20-Nationalmannschaft an den U20-Weltmeisterschaften 2012 und 2013 teil.
Zum Ende der Saison 2013/14 lief Hännikäinens Vertrag in Helsinki aus, sodass er sich im April 2014 dem Ligakonkurrenten JYP Jyväskylä anschloss. Dort gelang dem Angreifer der Durchbruch in der Liiga, so kam er auf 46 Punkte in 60 Spielen und erreichte eine Plus/Minus-Statistik von +22, womit er die Liga anführte und somit die Matti-Keinonen-Trophäe erhielt. Durch diese Leistungen wurden auch Teams aus der National Hockey League (NHL) auf ihn aufmerksam, sodass er im April 2015 einen Entry Level Contract bei den Columbus Blue Jackets unterzeichnete, ohne zuvor in einem NHL Entry Draft berücksichtigt worden zu sein. Mit Beginn der Saison 2015/16 setzten die Blue Jackets den Finnen bei ihrem Farmteam, den Lake Erie Monsters, in der American Hockey League (AHL) ein. Bereits im November 2015 wurde Hännikäinen jedoch erstmals ins NHL-Aufgebot von Columbus berufen und gab dort in der Folge sein Debüt. Insgesamt verbuchte er in der Spielzeit vier Einsätze für die Blue Jackets und gewann mit den Lake Erie Monsters die AHL-Playoffs um den Calder Cup. Auch in der Spielzeit 2016/17 kommt der Angreifer hauptsächlich in der AHL und gelegentlich in der NHL zum Einsatz. Im März 2017 unterzeichnete Hännikäinen einen neuen Zweijahresvertrag bei den Blue Jackets, bevor er wenig später für die finnische A-Nationalmannschaft bei der Weltmeisterschaft 2017 debütierte.
Nach fünf Jahren in der Organisation der Blue Jackets wurde der Finne zur Trade Deadline im Februar 2020 im Tausch für ein konditionales Siebtrunden-Wahlrecht im NHL Entry Draft 2020 an die Arizona Coyotes abgegeben. Das Wahlrecht soll dabei nur den Besitzer wechseln, sofern Hännikäinen zehn NHL-Partien für die Coyotes bestreitet. Dies erfüllte sich nicht, da er ausschließlich in der AHL bei den Tucson Roadrunners eingesetzt wurde. Anschließend kehrte der Finne in seine Heimat zu den Jokerit zurück, bei denen er im Dezember 2020 einen Vertrag unterzeichnete. Das Team war in der Zwischenzeit in die Kontinentale Hockey-Liga (KHL) gewechselt. Nach dem Rückzug von Jokerit aus der KHL aufgrund des russischen Überfalls auf die Ukraine im Februar 2022 wechselte Hännikäinen zu den Adler Mannheim aus der Deutschen Eishockey Liga (DEL) und erreichte mit diesen das Playoff-Halbfinale. Im Mai 2022 wechselte er zum Linköping HC in die Svenska Hockeyligan (SHL), wo er die Spielzeit 2022/23 verbrachte, um anschließend im August 2023 wieder nach Mannheim in die DEL zurückzukehren.
In Mannheim war der Finne diesmal zwei Spielzeiten aktiv und gehörte dem Team somit bis zum Ende der Saison 2024/25 an. Anschließend wechselte Hännikäinen im Sommer 2025 zum HC Litvínov aus der tschechischen Extraliga.

## Erfolge und Auszeichnungen
- 2012 Finnischer U20-Junioren-Vizemeister mit Jokerit Helsinki
- 2015 Matti-Keinonen-Trophäe
- 2016 Calder-Cup-Gewinn mit den Lake Erie Monsters

## Karrierestatistik

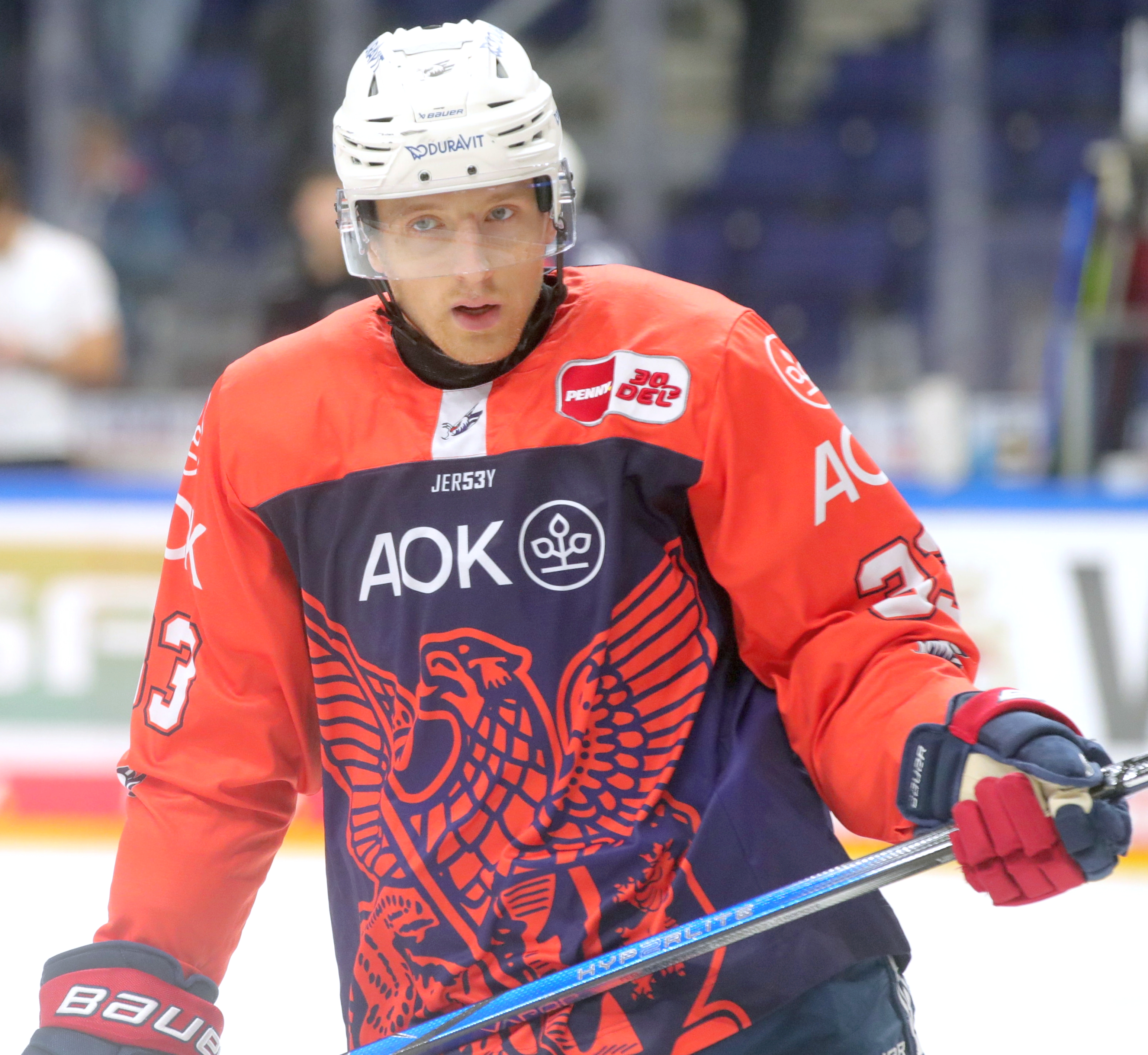
Hännikäinen als Spieler der Adler Mannheim (2023)

Stand: Ende der Saison 2024/25

### International
Vertrat Finnland bei:
| - Ivan Hlinka Memorial Tournament 2010 - U18-Weltmeisterschaft 2011 - U20-Weltmeisterschaft 2012 | - U20-Weltmeisterschaft 2013 - Weltmeisterschaft 2017 |

(Legende zur Spielerstatistik: Sp oder GP = absolvierte Spiele; T oder G = erzielte Tore; V oder A = erzielte Assists; Pkt oder Pts = erzielte Scorerpunkte; SM oder PIM = erhaltene Strafminuten; +/− = Plus/Minus-Bilanz; PP = erzielte Überzahltore; SH = erzielte Unterzahltore; GW = erzielte Siegtore; 1 Play-downs/Relegation; Kursiv: Statistik nicht vollständig)